# Zita de Bourbon-Parma
Zita de Bourbon-Parma (em italiano:  Zita Maria delle Grazie Adelgonda Micaela Raffaela Gabriella Giuseppina Antonia Luisa Agnese di Borbone-Parma, Viareggio, 9 de maio de 1892 — Zizers, 14 de março de 1989), foi uma Princesa de Parma, a esposa do imperador Carlos I e Imperatriz Consorte da Áustria, Rainha Consorte da Hungria, Croácia e Boêmia de 1916 até a deposição de seu marido em 1918. Era filha do duque Roberto I de Parma e de sua segunda esposa, a infanta Maria Antônia de Portugal. Ela descendia das famílias reais de Portugal, França e Espanha.
Zita desposou o então arquiduque Carlos da Áustria em 1911. Carlos tornou-se herdeiro presuntivo do imperador Francisco José I da Áustria em 1914, após o assassinato de seu tio Francisco Ferdinando da Áustria, e ascendeu ao trono em 1916.
Após o fim da Primeira Guerra Mundial em 1918, os Habsburgos foram depostos com a formação de novos países, tais como a Áustria, a Hungria e a Checoslováquia. Carlos e Zita partiram em exílio para a Suíça e, mais tarde, para a Ilha da Madeira, onde Carlos morreu em 1922. Após a morte de seu marido, Zita e seu filho Oto tornaram-se símbolos de unidade da dinastia exilada.
Uma católica devota, ela criou uma grande família sozinha, tendo ficado viúva aos vinte e nove anos, e permaneceu fiel à memória de Carlos I pelo resto de sua vida.

## Biografia

### Família

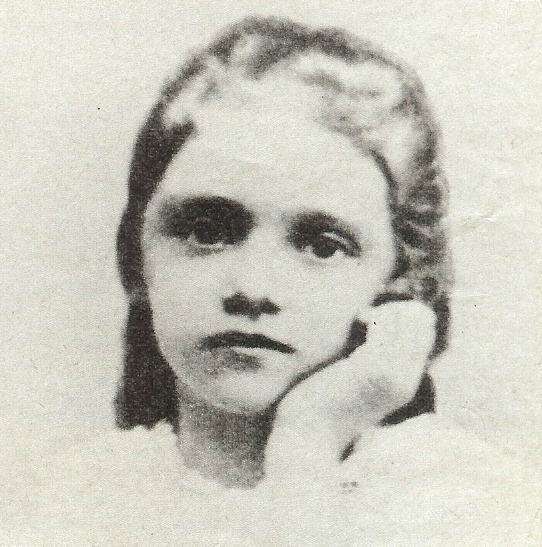
Zita c. 1900

A princesa Zita de Bourbon-Parma nasceu em Villa Pianore, situada na província italiana de Luca. O nome incomum, Zita, foi escolhido por causa da popular santa Zita de Lucca, que viveu em Toscana durante o século XIII. Era a quinta filha (terceira mulher) do deposto duque Roberto I de Parma e de sua segunda esposa, Maria Antonia de Bragança, filha do ex-rei Miguel I de Portugal. Seu pai perdera o trono devido ao movimento de unificação italiana em 1859, quando ele ainda era uma criança. Roberto I teve doze filhos de seu casamento anterior, com Maria Pia das Duas Sicílias, dos quais seis eram retardados mentais e três morreram jovens. Dois anos depois de ficar viúvo, ele desposou a mãe de Zita. O segundo casamento gerou mais doze filhos.
Roberto viveu com sua numerosa família entre Villa Pianore (uma grande propriedade rural localizada entre Pietrasanta e Viareggio) e seu castelo em Schwarzau, na Baixa Áustria. Foi principalmente nestas duas residências que Zita passou seus primeiros anos de vida. A família ficava a maior parte do ano na Áustria, mudando-se para Pianore no outono e retornando na primavera. Para realizar tal viagem, eles tomavam um trem especial, de dezesseis vagões.

### Educação
Zita e seus irmãos foram criados para falar francês, alemão, italiano, espanhol, português e inglês.
Aos dez anos de idade, Zita foi matriculada em um internato em Zangberg, na Alta Baviera, onde havia um rígido sistema de ensino de instrução religiosa. Zita e sua irmã Francisca foram mandadas a um convento na ilha de Wight, para completar sua educação.
As crianças Parma regularmente faziam trabalhos de caridade aos pobres. Zita, por exemplo, distribuía comida, roupas e remédios aos necessitados em Pianore. Três de suas irmãs tornaram-se freiras e, por um tempo, Zita pensou em seguir o mesmo caminho.

### Casamento

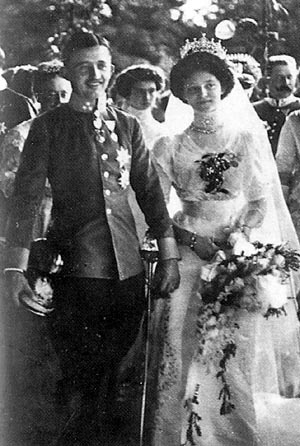
Zita de Bourbon-Parma e seu marido, Carlos I da Áustria

Nas proximidades do Castelo de Schwarzau ficava a Villa Wartholz, residência da arquiduquesa Maria Teresa de Áustria-Este, tia materna de Zita. Foi madrasta do arquiduque Otto, pai do arquiduque Carlos, à época segundo na linha de sucessão ao trono austríaco. As duas filhas de Maria Teresa eram primas em primeiro grau de Zita e "tias" de Carlos. Apesar de terem se conhecido na infância, Carlos e Zita não se viam a quase dez anos, devido aos estudos de ambos. Em 1909, o regimento de Dragões do arquiduque permaneceu estacionado em Brandýs nad Labem-Stará Boleslav, de onde ele visitava sua tia em Franzensbad. Foi durante uma dessas visitas que os primos se rencontraram . Carlos vinha sendo pressionado a casar-se (Francisco Fernando, seu tio e herdeiro presuntivo da coroa, havia se casado morganaticamente, e seus filhos foram excluídos da sucessão) e Zita vinha de uma longa linhagem real. Ela recordaria mais tarde: 
Estávamos naturalmente felizes por encontrarmo-nos novamente e nos tornamos amigos íntimos. Do meu lado, os sentimentos desenvolveram-se gradualmente ao longo dos dois anos seguintes. Porém, foi muito mais rápido e tornou-se ainda mais entusiasmado quando, no outono de 1910, espalharam-se rumores de que eu estava noiva de dom Jaime, duque de Madrid, um distante parente espanhol. Ao saber disso, o arquiduque deixou apressadamente Brandýs e procurou a madrasta de seu pai, a arquiduquesa Maria Teresa, que também era minha tia e confidente natural em tais assuntos. Perguntou se o boato era verdadeiro e, quando ela o negou, ele respondeu: 'Bem, de qualquer forma, é melhor eu me apressar, ou ela ficará noiva de outra pessoa.

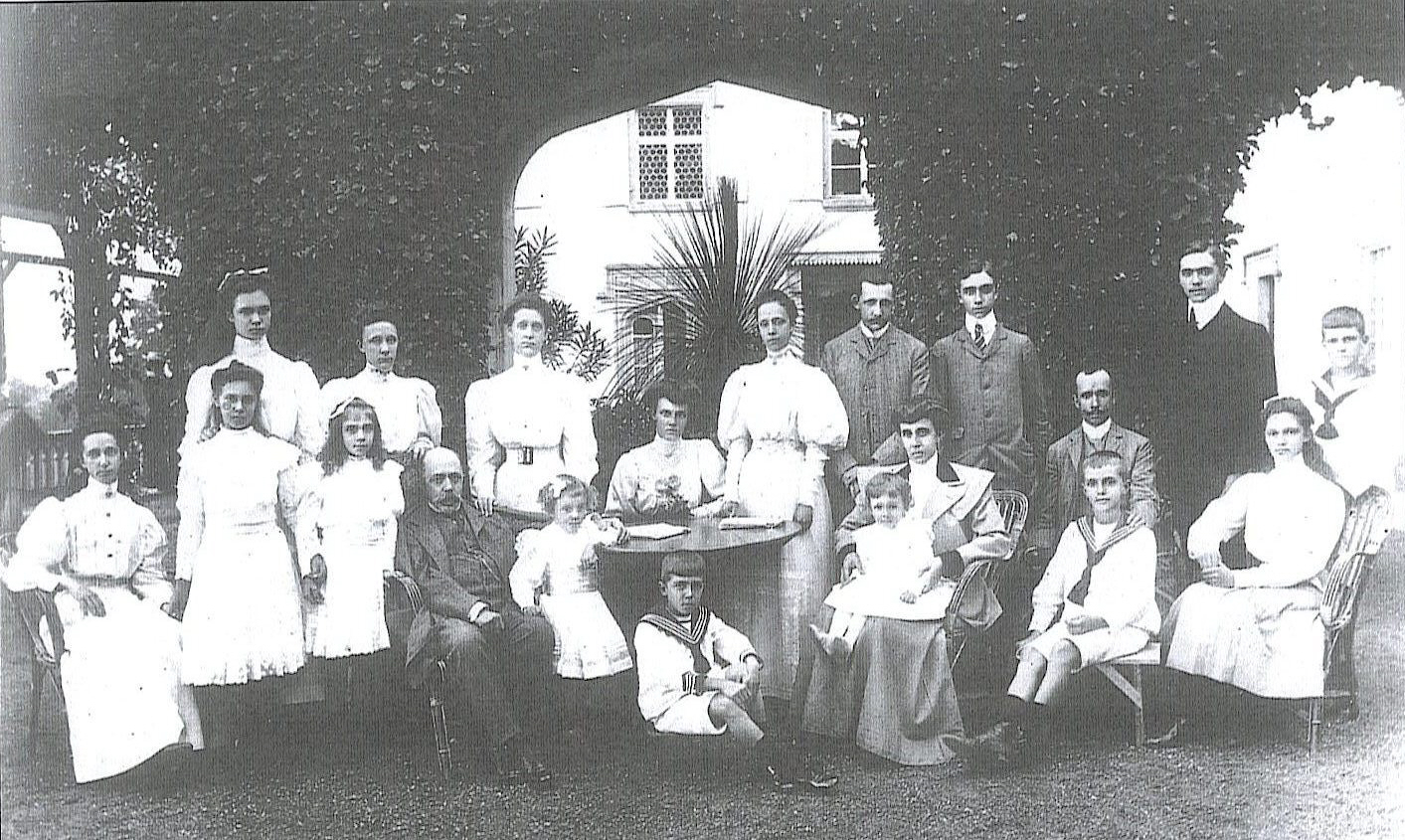
A família de Roberto I de Parma. Da esquerda para a direita (primeira fila): Imaculada, Antonia, Isabella, duque Roberto, Henrietta, Luís, Caetano, duquesa Maria Antonia, Renato, Zita (sentada à extrema direita). Segunda fila: Francisca, Pia, Luísa, Adelaide, Teresa, José, Xavier, Henrique, Xisto e Félix. Villa Pianore, 1906

O arquiduque Carlos viajou até a Villa Pianore a fim de pedir a mão de Zita e, em 13 de junho de 1911, seu compromisso foi anunciado na corte austríaca. Anos mais tarde, Zita recordou que, após o noivado, revelou a Carlos suas preocupações com a destino do Império Austro-Húngaro e os desafios da monarquia. Carlos e Zita casaram-se no Castelo Schwarzau em 21 de outubro de 1911. O imperador Francisco José I, tio de Carlos - então com 81 anos -, aliviado por ver seu herdeiro realizando um "casamento adequado", compareceu à cerimônia de muito bom humor, chegando mesmo a erguer um brinde aos noivos no desjejum nupcial. Zita logo concebeu um filho, dando à luz o arquiduque  Oto em 20 de novembro de 1912. O casal teria outras sete crianças.

### Esposa do herdeiro do trono austríaco
Nesta época, Carlos contava com vinte e cinco anos e não esperava tornar-se imperador tão cedo, especialmente por Francisco Fernando gozar de boa saúde. Isso mudou em 28 de junho de 1914, quando o herdeiro e sua esposa Sofia foram assassinados em Sarajevo por Gavrilo Princip, um estudante servo-bósnio da organização nacionalista Jovem Bósnia. Carlos e Zita receberam a notícia por telegrama naquele mesmo dia. Segundo a arquiduquesa, a reação de Carlos foi espetacular: Apesar de ter sido um belo dia, vi seu rosto empalidecer sob o sol.

Na guerra  que se seguiu, Carlos foi promovido a general do exército austríaco, assumindo o comando do 20º Corpo para a ofensiva no Tirol. A guerra foi pessoalmente difícil para Zita, pois vários de seus irmãos lutaram em lados opostos no conflito (os príncipes Félix e René haviam se juntado ao exército austríaco, enquanto os príncipes Sixto e Xavier - que viviam na França antes da guerra - alistaram-se no exército belga). Também seu país natal, a Itália, uniu-se à Tríplice Entente contra a Áustria em 1915, dando origem a diversos rumores da 'italiana' Zita. Em 1917, quando o conflito já caminhava para seu final, o embaixador alemão em Viena, conde Otto Wedel, escreveria a Berlim: Ela descende de uma casa principesca italiana... O povo não confia plenamente na italiana e em seu bando de parentes. A pedido de Francisco José, Zita e seus filhos deixaram o Palácio de Hetzendorf e se mudaram para um conjunto de apartamentos no Palácio de Schönbrunn. Lá, Zita passou muitas horas com o velho imperador em ocasiões formais e informais, onde Francisco José confidenciou seus temores em relação ao futuro. O imperador morreria de bronquite e pneumonia em 21 de novembro de 1916, aos 86 anos. Zita relatou mais tarde: 
Lembro-me da encantadora figura gorducha do príncipe Lobkowitz dirigindo-se ao meu marido e, com lágrimas nos olhos, fazendo o sinal da cruz em sua testa. Então ele disse: 'Deus abençoe Vossa Majestade!'. Foi a primeira vez que ouvi o título imperial dirigido a nós.

## Imperatriz e Rainha

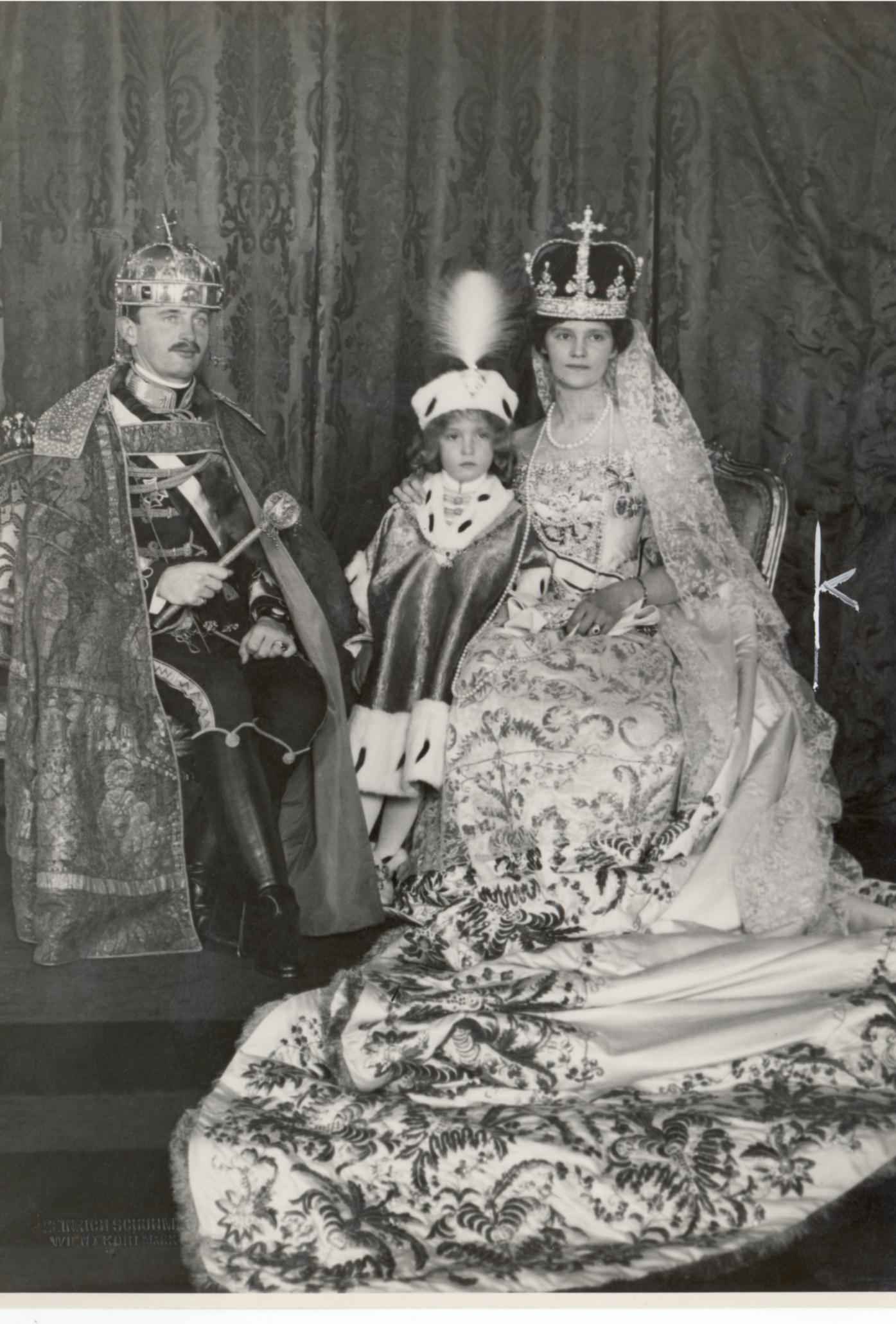
Carlos IV da Hungria, com a rainha Zita e o príncipe-herdeiro Oto, após a coroação em Budapeste, 1916.

Carlos e Zita foram coroados em Budapeste em 30 de dezembro de 1916. Após a coroação, houve um banquete, mas depois a festa foi encerrada, pois o imperador e a imperatriz achavam inconveniente fazer celebrações prolongadas em tempos de guerra. No início do reinado, Carlos ausentava-se frequentemente de Viena; então foi instalada uma linha telefônica ligando Baden (onde seu estado-maior encontrava-se reunido) ao Palácio de Hofburg. Ele ligava várias vezes por dia a Zita sempre que estavam separados. A imperatriz tinha alguma influência sobre o marido e acompanhava discretamente as audiências com o primeiro-ministro e as instruções militares, tendo interesse especial pelas políticas sociais. Contudo, as questões militares eram o único domínio de Carlos. Enérgica e de temperamento forte, Zita acompanhou o marido às províncias e ao front, além de ocupar-se com obras de caridade e visitas aos feridos na guerra.

### O Caso Sixto
Quando a guerra já se arrastava para seu quarto ano, o irmão de Zita, Sixto (que servia no exército belga), foi o principal articulador de um plano para a Áustria-Hungria fazer a paz em separado com a França. Carlos iniciou conversações com o príncipe por meio de contatos na neutra Suíça e Zita escreveu uma carta convidando-o para Viena. Maria Antonia, mãe de Zita, entregou a carta pessoalmente.
Sixto chegou com as condições francesas para a paz: a devolução da Alsácia-Lorena à França (anexada pela Alemanha após a Guerra Franco-Prussiana em 1870), o restabelecimento da independência da Bélgica; a independência do Reino da Sérvia e a entrega de Constantinopla ao Império Russo. Carlos concordou, inicialmente, com os três primeiros pontos e escreveu uma carta a Sixto, datada de 25 de março de 1917, declarando que secreta e extra-oficialmente, usarei todos os meios e toda minha influência pessoal junto ao presidente da França. Essa tentativa de "diplomacia dinástica" eventualmente fracassou. A Alemanha recusou-se a negociar sobre a Alsácia-Lorena  e, vendo um colapso russo no horizonte, estava relutante em desistir da guerra. Sixto continuou os seus esforços, reunindo-se com David Lloyd George em Londres, para tratar das demandas territoriais da Itália sobre a Áustria no Tratado de Londres, mas o primeiro-ministro não poderia convencer seus generais a fazer a paz com a Áustria. Zita conseguiu uma realização pessoal neste período, impedindo os planos alemães de enviar aviões para bombardear o palácio de Alberto I da Bélgica durante as comemorações do dia do nome.
Em abril de 1918, após o Tratado de Brest-Litovski entre a Alemanha e a Rússia, o ministro do exterior austríaco, conde Ottokar Czernin fez um discurso acusando o primeiro-ministro francês Georges Clemenceau de ser o principal obstáculo para uma paz favorecendo os Impérios Centrais. A vida de Sixto estava em risco e temia-se a ocupação da Áustria pela Alemanha. Czernin convenceu Carlos a enviar uma palavra de honra aos aliados da Áustria, dizendo que Sixto não tinha sido autorizado a mostrar a carta ao governo francês, que a Bélgica não tinha sido mencionada e que Clemenceau havia mentido com relação à Alsácia. Czernin manteve contato com a embaixada da Alemanha durante toda a crise e estava tentando convencer o imperador a abdicar por causa do incidente. Com o fracasso de seu plano, Czernin renunciou.

### Fim do império

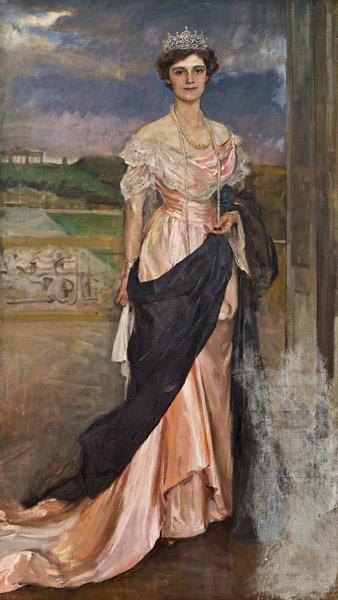
Retrato de Zita em 1917, por Wilhelm Victor Krausz.

A essa altura, o cerco se fechava para Carlos I. A "União dos Deputados Checos" já havia feito, em 13 de abril de 1918, um juramento para um novo estado checoslovaco independente do Império Austro-Húngaro; o prestigiado exército alemão havia sofrido um severo golpe na Batalha de Amiens e, em 25 de setembro de 1918, o rei Fernando I da Bulgária rompeu com seus aliados da Tríplice Aliança para negociar a paz de forma independente. Zita estava com Carlos quando ele recebeu o telegrama do colapso da Bulgária e lembrou que tornava-se ainda mais urgente o início das negociações de paz com as potências ocidentais, enquanto ainda havia algo para se falar. Em 16 de outubro, o imperador lançou um "Manifesto Público", propondo a reestruturação do império em unidades federativas, onde cada nacionalidade teria seu próprio estado. Em vez disso, cada país se separou e o império foi efetivamente dissolvido.
Deixando seus filhos em Gödöllő, Carlos e Zita voltaram ao Palácio de Schönbrunn. A essa altura, o novo estado da Áustria Alemã já havia nomeado ministros e, em 11 de novembro, juntamente com os porta-vozes do imperador, eles elaboraram um manifesto para Carlos assinar. Zita, à primeira vista, confundiu o documento com uma abdicação e fez sua famosa declaração: Um soberano não pode nunca abdicar. Pode ser deposto... Tudo bem. Isso é força. Mas abdicar - nunca, nunca, nunca! Eu prefiro cair aqui ao seu lado. Então haveria Oto. E mesmo que todos nós aqui fôssemos mortos, haveria ainda outros Habsburgos!. Carlos deu sua permissão para que o documento fosse publicado e, com sua família e o restante de sua corte, partiu para o pavilhão de caça de Eckartsau, próximo à fronteira com a Hungria e a Eslováquia. A República da Áustria Alemã foi proclamada no dia seguinte.

## Exílio
Após um mês difícil em Eckartsau, a família imperial recebeu auxílio de uma fonte inesperada. O príncipe Sixto encontrou-se com o rei Jorge V do Reino Unido e pediu a ele para ajudar os Habsburgos. Movido pelo pedido (apenas alguns meses após a execução de seu primo Nicolau II da Rússia por revolucionários), Jorge prometeu: Iremos fazer imediatamente o que for necessário.
Vários oficiais do Exército Britânico foram enviados para ajudar Carlos, mais notavelmente o tenente-coronel Edward Lisle Strutt. Em 19 de março de 1919, recebeu ordens do Ministério da Guerra para retirar o imperador de Áustria sem demora. Com alguma dificuldade, Strutt conseguiu arranjar um comboio para a Suíça, permitindo que o imperador saísse do país com dignidade e sem ter de abdicar. Carlos, Zita e seus filhos partiram em 24 de março.

### Hungria e exílio na Ilha da Madeira
A primeira casa da família no exílio foi o Castelo Wartegg em Rorschach, na Suíça, um imóvel de propriedade dos Bourbon-Parma. No entanto, as autoridades suíças, preocupadas com as implicações dos Habsburgos, que viviam perto da fronteira austríaca, os obrigou a se deslocar para a parte ocidental do país. No mês seguinte, portanto, transferiram-se para a Villa Prangins, perto do lago Léman, onde tiveram uma vida familiar tranquila. Esta foi abruptamente encerrada em março de 1920 quando, após um período de instabilidade na Hungria, Miklós Horthy foi eleito regente. Carlos ainda era, tecnicamente, rei (como Carlos IV), mas Horthy enviou um emissário a Prangins aconselhando-o a não ir para a Hungria até que a situação se acalmasse. Após o Tratado de Trianon, a ambição de Horthy aumentou. Carlos ficou preocupado e pediu a ajuda do coronel Strutt levá-lo à Hungria. Por duas vezes, Carlos tentou recuperar o controle, em março 1921 e novamente em outubro de 1921. Ambas as tentativas fracassaram, apesar do apoio incondicional de Zita (ela insistiu em viajar com ele na dramática viagem final para Budapeste).
Carlos e Zita residiram temporariamente no Castelo de Tata, residência do conde Móric Esterház, até que um "adequado" exílio permanente fosse encontrado. Malta foi sugerida como uma opção, mas foi recusada por lorde George Nathaniel Curzon e o território francês foi descartado devido à possibilidade dos irmãos de Zita agirem em nome de Carlos. Finalmente, a portuguesa ilha da Madeira foi o escolhida. Em 31 de outubro de 1921, o ex-casal imperial viajou de trem da vila de Tihany até Baja onde o monitor britânico HMS Glow-worm os aguardava. Finalmente chegaram ao Funchal em 19 de novembro. As crianças permaneceram na Suíça, sob os cuidados da arquiduquesa Maria Teresa, juntando-se aos pais em fevereiro de 1922.

### A morte de Carlos
O ex-imperador estava com a saúde debilitada há algum tempo. Após sair num dia frio em Funchal para comprar brinquedos ao filho Carlos Luís, Carlos teve uma crise de bronquite, que evoluiu rapidamente para uma pneumonia em virtude da inadequada assistência médica. Muitas das crianças e funcionários da casa também adoeceram e Zita (na época grávida de oito meses) ajudou a cuidar todos. Muito debilitado, Carlos morreu em 1 de abril de 1922, aos 34 anos de idade. Suas últimas palavras para a esposa foram Eu te amo tanto. Após os funerais uma testemunha afirmou: 
Esta mulher deve realmente ser admirada. Nem por um segundo perdeu sua compostura... ela cumprimentou as pessoas em todos os lados e depois falou com quem tinha ajudado com o funeral. Todos ficaram encantados com ela. Zita usou luto em memória de Carlos durante todos seus 67 longos anos de viuvez.

## Viuvez
Após a morte de Carlos, a ex-família imperial austríaca estava prestes a mudar-se novamente. Afonso XIII de Espanha consultou o ministério do exterior britânico, através de seu embaixador em Londres, e este concordou em permitir que Zita e seus sete (em breve oito) filhos se mudassem para a Espanha. Afonso enviou o navio de guerra Infanta Isabel para o Funchal para trazê-los até Cádis, de onde foram escoltados até o Palácio El Pardo, em Madrid. Neste local, logo após sua chegada, Zita deu à luz um filho póstumo, a arquiduquesa Isabel. O rei espanhol ofereceu como residência aos seus exilados parentes Habsburgo o Palácio Uribarria, em Lequeitio, no golfo da Biscaia, onde Zita e seus filhos viveram por seis anos.

### Mudança para a Bélgica
Em 1929, vários de seus filhos estavam se aproximando da idade de frequentar a universidade e a família procurava por um lugar com ambiente educacional mais agradável do que a Espanha. Em setembro daquele ano, eles se mudaram para a aldeia belga de Steenokkerzeel, próximo a Bruxelas, onde estavam mais perto de vários membros da sua família. Zita continuou seu lobby político em nome da família Habsburgo. Havia até a possibilidade de uma restauração Habsburgo sob os chanceleres austríacos Engelbert Dollfuss e Kurt Schuschnigg, o que levou o príncipe Oto a visitar a Áustria inúmeras vezes. Essas sondagens foram abruptamente encerradas com a anexação da Áustria pela Alemanha Nazista, em 1938. Como exilada, a família Habsburgo assumiu a liderança da resistência aos nazistas na Áustria, mas esta fracassou devido à oposição entre monarquistas e socialistas.

### Fuga para os Estados Unidos
Com a invasão nazista da Bélgica, em 10 de maio de 1940, Zita e sua família tornaram-se refugiados de guerra. Eles escaparam por pouco de um ataque direto ao castelo por bombardeiros alemães, fugindo para o castelo francês do príncipe Xavier em Bostz. Com a tomada do poder pelo governo colaboracionista de Philippe Pétain, os Habsburgos fugiram para a fronteira espanhola, atingindo-a em 18 de maio. Eles mudaram-se para Portugal, onde o governo dos Estados Unidos concedeu-lhes vistos em 9 de julho. Depois de uma perigosa jornada eles chegaram a Nova Iorque em 27 de julho, seguindo para Long Island e Newark, em Nova Jersey, permanecendo hospedados por um longo tempo em Tuxedo Park, em Suffern, Nova Iorque.
Os refugiados austríacos acabaram por se instalar em Quebec, que tinha a vantagem do idioma francês (as crianças mais novas ainda não eram fluentes em inglês). Como todos os fundos europeus foram cortados, as finanças estavam mais limitadas do que nunca. Por um período, Zita viu-se reduzida a servir saladas de espinafre e folhas de dente-de-leão. Não obstante, todos os seus filhos estavam ativos no esforço de guerra. Oto promoveu o papel da dinastia num pós-guerra europeu e reunia-se regularmente com Franklin Delano Roosevelt; Roberto era o representante dos Habsburgos em Londres; Carlos Luís e Félix juntaram-se ao Exército dos Estados Unidos, servindo com vários parentes americanos do ramo Mauerer; Rodolfo entrou clandestinamente na Áustria no final da guerra, para ajudar a organizar a resistência. Em 1945, Zita comemorou seu aniversário no primeiro dia de paz, 9 de maio. Passaria os dois próximos anos percorrendo os Estados Unidos e Canadá para arrecadar fundos para a Áustria e a Hungria, devastadas pela guerra.

## Pós-guerra
Após um período de descanso e recuperação, Zita voltava regularmente à Europa para os casamentos de seus filhos. Ela decidiu mudar-se definitivamente para a Europa em 1952, a fim de cuidar de sua mãe idosa em Luxemburgo. Maria Antonia faleceu aos 96 anos de idade, em 1959. O bispo de Chur propôs que Zita se mudasse para uma residência que ele administrava (antigo castelo dos Condes de Salis) em Zizers, no cantão de Grisões, Suíça. Como o castelo tinha espaço suficiente para as visitas de sua grande família, com uma capela nas proximidades (uma necessidade para a católica devota), ela aceitou facilmente a proposta.
Zita ocupou seus últimos anos com sua família. Embora as restrições à entrada dos Habsburgos na Áustria tivessem sido revogadas, está só se aplica para os que nasceram depois de 10 de abril de 1919. Isso significa que Zita não pôde comparecer ao enterro de sua filha 'Adelaide, em 1972, algo bastante doloroso para ela. Também se envolveu nos esforços para a canonização de seu falecido marido, o "Imperador da Paz". Em 1982, as restrições ao seu retorno à Áustria foram suavizadas e ela pôde voltar ao país, após seis décadas de ausência. Nos anos seguintes, ela fez várias visitas à sua antiga pátria austríaca, até mesmo com aparições na televisão estatal. Em uma série de entrevistas concedidas ao tabloide vienense Kronen Zeitung, Zita expressou a sua convicção de que as mortes do príncipe herdeiro Rodolfo e sua amante, a baronesa Maria Vetsera, em Mayerling, em 1889, não se tratava de um duplo suicídio, mas de um assassinato premeditado e executado por agentes franceses e austríacos.

### Morte

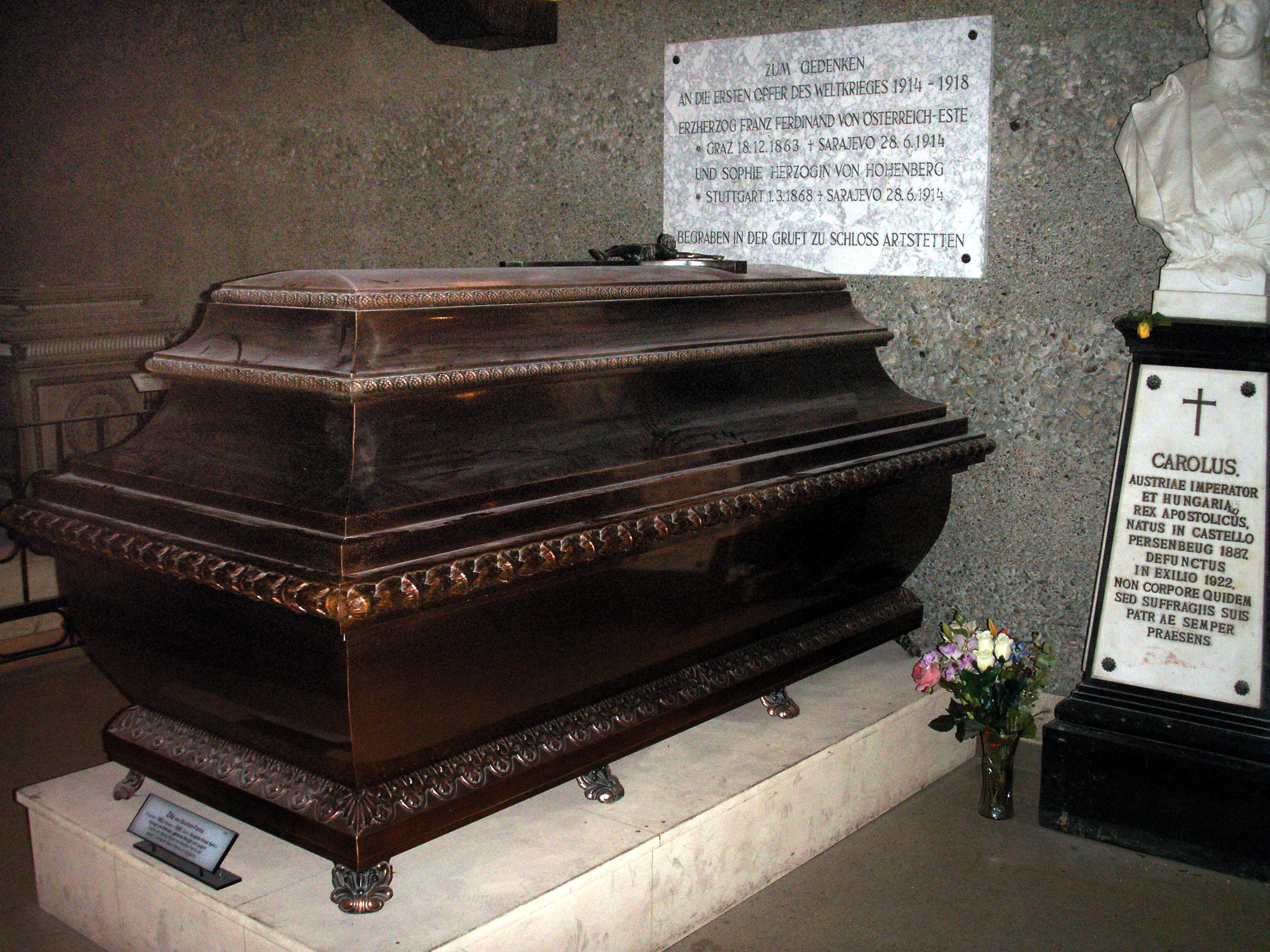
Túmulo da Imperatriz Zita, na Cripta Imperial de Viena

Após um inesquecível 90º aniversário, quando esteve cercada por sua agora vasta família, a saúde de Zita começou a se deteriorar. Ela desenvolveu catarata inoperável em ambos os olhos. Sua última reunião de família aconteceu em Zizers, em 1987, quando seus filhos e netos juntaram-se para comemorar seu aniversário de 95 anos. Ao visitar sua filha, no verão de 1988, ela desenvolveu uma pneumonia e passou a maior parte do outono e do inverno acamada. Finalmente ela chamou Oto, no início de março de 1989, e disse-lhe que estava morrendo. Ele e o restante da família viajaram para a Suíça, onde seus filhos e netos revezavam-se em seus aposentos, fazendo-lhe companhia até sua morte, na madrugada de 4 de março de 1989, aos 96 anos.
Os funerais, com honras imperiais, realizaram-se em Viena, em 1 de abril. O governo permitiu que as exéquias ocorressem em solo austríaco desde que os Habsburgos arcassem com os custos. O corpo de Zita foi levado para a Cripta Imperial de Viena no mesmo coche funerário que transportou os restos mortais do imperador Francisco José I, em 1916. Estiveram presentes mais de 200 membros da família Habsburgo e Bourbon-Parma, e o serviço fúnebre contou com seis mil participantes entre líderes políticos, autoridades estatais e representantes internacionais, incluindo um representante do papa João Paulo II. Seguindo um costume antigo, Zita pediu que o seu coração fosse colocado em uma urna e depositado no Mosteiro de Muri, na Suíça, onde o coração do imperador havia descansado durante décadas.

## Causa de beatificação
Em 10 de dezembro de 2009, Yves Le Saux, bispo de Le Mans, na França, abriu o processo diocesano de beatificação de Zita. Em 13 de março de 2006 e 4 de março de 2008, o antecessor do bispo Le Saux, monsenhor Jacques Maurice Faivre, solicitou à Congregação para as Causas dos Santos permissão para o processo, a ser conduzido em Le Mans. Em 11 de abril de 2008 a congregação, tendo recebido o parecer favorável do bispo de Chur, respondeu afirmativamente ao pedido. Zita tinha o hábito de passar vários meses por ano na diocese de Le Mans, na Abadia de Santa Cecília de Solesmes, onde três de suas irmãs eram freiras.
O postulador da causa é o padre Cyrille Debris, o juiz do tribunal é o padre Bruno Bonnet, o promotor da fé é o dominicano irmão Philippe Toxe' e o notário é Didier Le Gac.

## Títulos e honrarias
- 9 de maio de 1892 – 21 de outubro de 1911: Sua Alteza Real, a Princesa Zita de Parma[nota 2]
- 21 de outubro de 1911 – 21 de novembro de 1916: Sua Alteza Imperial e Real, a Arquiduquesa Zita da Áustria, Princesa da Hungria, Croácia e Boêmia, Princesa de Parma
- 21 de novembro de 1916 – 11 de novembro de 1918: Sua Majestade Imperial e Real Apostólica, a Imperatriz da Áustria, Rainha Apostólica da Hungria, Croácia e Boêmia
- 11 de novembro de 1918 – 14 de março de 1989:

- Sua Majestade Imperial e Real Apostólica, Imperatriz Zita da Áustria, Rainha Apostólica da Hungria (usado fora da Áustria)
- Zita, Duquesa de Bar (inscrição em seu passaporte)
- Zita de Habsburgo-Lorena (usado na Áustria)

O estilo oficial de Zita como Imperatriz era: Zita, Imperatriz da Áustria, Rainha da Hungria, Rainha da Boêmia, da Dalmácia, Croácia, Eslavônia, Galícia, Lodoméria e Ilíria, Rainha de Jerusalém, Princesa de Parma, Princesa de Trento e Brixen, Infanta de Espanha, Infanta de Portugal, Arquiduquesa da Áustria, Grã-Duquesa da Toscana de Cracóvia, Transilvânia, Margravina da Morávia, Duquesa de Lorena e Bar, de Salzburgo, Steyer, Caríntia, Carniola e Bucovina, Duquesa da Alta e Baixa Silésia, de Modena, Piacenza e Guastalla, de Auschwitz e de Zator, Teschen, Friuli, Ragusa e Zara, Principesca Condessa de Habsburgo e Tirol, de Kyburg, Gorizia e Gradisca, Marquesa da Alta e Baixa Lusácia e Ístria, Condessa de Hohenems, Feldkirch, Bregenz e Sonnenberg, Senhora de Trieste, de Cattaro e no Windische Mark, Grande Voivodina da Voivodia da Sérvia.

## Descendência

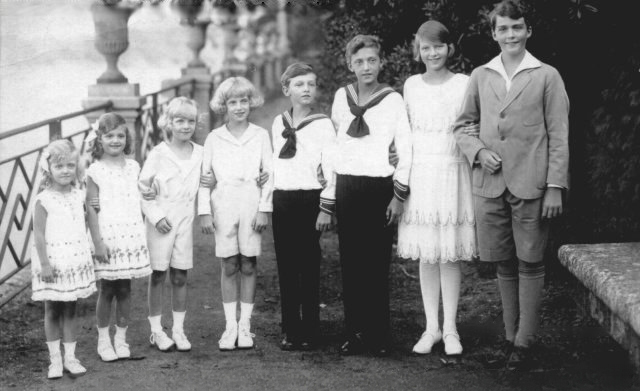
Os filhos de Zita e Carlos da Áustria, cerca de 1926

Carlos I e Zita tiveram oito filhos:
| Nome                    | Nascimento             | Morte                  | Notas |
| ----------------------- | ---------------------- | ---------------------- | --- |
| Oto de Habsburgo-Lorena | 20 de novembro de 1912 | 4 de julho de 2011     | Herdeiro de Carlos, casou-se em 1951 com a princesa Regina de Saxe-Meiningen, com quem teve sete filhos.                                                                     |
| Adelaide da Áustria     | 3 de janeiro de 1914   | 2 de outubro de 1971   | Morreu solteira. |
| Roberto da Áustria-Este | 8 de fevereiro de 1915 | 7 de fevereiro de 1996 | Casou-se em 1953 com Margarida de Saboia-Aosta. Teve cinco filhos. |
| Félix da Áustria        | 31 de maio de 1916     | 6 de setembro de 2011  | Casou-se em 1952 com Ana Eugênia de Arenberg, na qual gerou sete filhos. |
| Carlos Luís da Áustria  | 10 de março de 1918    | 11 de dezembro de 2007 | Casado em 1950 com Iolanda de Ligne. Teve quatro filhos. |
| Rodolfo da Áustria      | 5 de setembro de 1919  | 15 maio de 2010        | Casado em 1953 com a condessa Xenia Tschernyschev-Besobrasoff, com quem teve quatro filhos. Casou-se novamente em 1971 a princesa Ana Gabriele de Wrede, com teve uma filha. |
| Carlota da Áustria      | 1 de março de 1921     | 23 julho de 1989       | Casou-se em 1956 com Jorge, Duque de Meclembugo. |
| Isabel da Áustria       | 31 de maio de 1922     | 7 de janeiro de 1993   | Casada em 1949 com Henrique Carlos Vicente de Liechtenstein. Teve cinco filhos.                                                                                              |